# オオハシカッコウ
オオハシカッコウ（大嘴郭公、Crotophaga ani） は、カッコウ目カッコウ科の鳥類である。

## 分布
フロリダ州南部、バハマ、西インド諸島、中央アメリカの一部、エクアドル南部から西部、ブラジル、アルゼンチン北部に留鳥として繁殖する。

## 形態
全長約33cm (30-36cm)、体重約105g (71-133g)。ミゾハシカッコウ (Crotophaga sulcirostris) より大きく、オニオオハシカッコウ (Crotophaga major) より小さい中型の種。成鳥は全体がほとんど黒色で、尾は長く、嘴は大きく隆起して黒く、虹彩は褐色。

## 生態
開けた土地や耕作地に生息する。飛行は下手で不安定であるが、よく動き、通常は地面で採餌する。
シロアリ、大型昆虫、その他トカゲやカエルも餌にする。 時折、草食動物からダニなどの寄生生物を取ることもある。
巣は、数組のつがいにより共同で作られ、葉で裏打ちされた深い碗状のものを、通常樹木の2-6mの高さに設ける。複数の雌が、巣に青白色の卵を産み、その後抱卵と給餌を共有する。
雌はそれぞれ多くて7個の卵を産み、巣では29個まで卵があるのが確認されているが、10個以上孵化するのはまれである。13-15日間抱卵し、孵化後10日間で巣立つ。最大3羽の雛が1回の繁殖期に育てられると考えられ、以前に孵った若鳥が、より最近の幼鳥に餌をやるのを助ける。
この種はよく群れとなり、通常、騒がしい群れで見られる。鳴き声は高く引っ張るようにウィウーイック、ウューイック (ooo-leeek) と聞こえる。

## 人間との関係
普通種でよく見られる本種は、森林破壊による恩恵を大いに得ている。
本種はベネズエラの伝承では “El pijul” と呼ばれ、人気のあるベネズエラの歌 “Son Jarocho” にも示される。